# عبد الستار قاسم
عبد قاسم (وُلد في 18 ذو القعدة 1367 هـ/ 21 سبتمبر 1948 في دير الغصون – تُوفي في 19 جمادى الآخرة 1442 هـ/ 1 فبراير 2021 في نابلس) كاتب ومفكر ومحلل سياسي وأكاديمي فلسطيني، وأستاذ العلوم السياسية والدراسات الفلسطينية في جامعة النجاح الوطنية في نابلس، وهو معروف بمواقفه الرافضة للتسوية مع إسرائيل والمنتقدة للسلطة الوطنية الفلسطينية.

## حياته
وُلد عبد الستار توفيق قاسم الخضر خليلية بعد حرب النكبة عام 1948 إبان الإدارة الأردنية للضفة الغربية في بلدة دير الغصون بقضاء طولكرم. تلقى تعلميه الابتدائي في مدرسة دير الغصون، ثم انتقل إلى مدينة طولكرم حيث درس الإعدادية والثانوية في المدرسة الفاضلية بالمدينة، وأنهى الثانوية العامة في الفرع العلمي في ذات المدرسة خلال حرب النكسة عام 1967 تحت وقع القصف الإسرائيلي للمدرسة وللمدينة.
التحق في فبراير 1968 بالجامعة الأمريكية في القاهرة حيث حصل منها عام 1972 على درجة البكالوريوس في العلوم السياسية، ثم على درجة الماجستير في العلوم السياسية من جامعة ولاية كنساس الأمريكية، ثم درجة الماجستير في الاقتصاد من جامعة ميزوري الأمريكية، ثم الدكتوراه في الفلسفة السياسية من جامعة ميزوري أيضًا عام 1977.
عمل قاسم في الجامعة الأردنية برتبة أستاذ مساعد عام 1978 وأنهيت خدماته بعد سنة ونصف (عام 1979) لأسباب سياسية على إثر اجتياح إسرائيل لجنوب لبنان، وعمل أستاذًا للعلوم السياسية في جامعة النجاح الوطنية بنابلس منذ عام 1980، كما عمل أستاذًا غير متفرغ في كل من جامعة بيرزيت، وجامعة القدس. تقاعد عن التدريس من جامعة النجاح الوطنية عام 2013.
ترشح في نوفمبر عام 2004 لانتخابات الرئاسة الفلسطينية 2005، إلا أنه انسحب منها في ديسمبر من نفس العام.
متزوج من أمل فيصل الأحمد وله من البنين والبنات محمد وميس وفيصل وسماح.

## جوائز
نال عام 1984 جائزة عبد الحميد شومان في مجال العلوم السياسية.

## ملاحقات وتضييقات تعرض لها
عرف عبد الستار قاسم بمواقفه المعارضة لسلطة الحكم الذاتي الفلسطينية والداعية لمقاومة الاحتلال الإسرائيلي، وتعرض على خلفيتها لتضييقات واعتقالات على يد كل من إسرائيل وسلطة الحكم الذاتي الفلسطينية، منها:
- مُنع من السفر منذ عام 1981، ووجهت ضده ثلاث تهم تحريض.
- اعتقلته سلطة الاحتلال الإسرائيلية عدة مرات منها أربع فترات إدارية خلال الانتفاضة الأولي (1987-1993)، ومنها مدد قصيرة خضع فيها للتحقيق في الزنازين. دوهم منزله في نابلس وفي دير الغصون عدة مرات ووُضع تحت الإقامة الجبرية
- تعرض عام 1995 لمحاولة اغتيال اتهم المخابرات الفلسطينية بالوقوف وراءها، وأصيب بأربع رصاصات.
- واعتقلته السلطة الفلسطينية عام 1996 لأسباب غير معروفة.
- اعتقل مع مثقفين وناشطين فلسطينيين آخرين عام 1999 على خلفية ما عرف ببيان العشرين، الذي طالبوا فيه ياسر عرفات بإصلاحات سياسية ومكافحة الفساد في السلطة الفلسطينية.
- عام 2000 اعتقل لدى سلطة الحكم الذاتي لأسباب غير معروفة.
- في 2005 أحرقت عناصر قال أنها من الأمن الوقائي الفلسطيني في محافظة طولكرم.
- في يونيو 2007 أطلقت عناصر من أجهزة الأمن الفلسطينية الرصاص على سيارته على سيارته في 14/6/2007 ودمرتها بالرصاص.
- في يوليو 2008 اعتقلته السلطة دون إبداء أسباب.
- أحرقت سيارته في يناير 2009 أمام منزله في نابلس.
- اعتقله جهاز الأمن الوقائي التابع لسلطة الحكم الذاتي الفلسطينية في بعد أن دهم منزله مساء الاثنين 20/4/2009 م على خلفية تصريحات أدلى بها عبر محطات تلفزة فضائية منها قناة الأقصى الفضائية وتم توجيه تهمة له بهذا الشأن.
- اعتقلته السلطة الفلسطينية بحجة جنائية بتاريخ 20/نيسان/2009 لمدة ثلاثة أيام بتهمة ذم شخصين من مدينة نابلس تقدما الاثنان بدعوى قضائية ضده، واستمرت جلسات المحكمة على مدة سنة ونصف تقريباً. وأخيراً قررت المحكمة بتاريخ 9/تشرين ثاني/2010 براءته من التهم الموجهة ضده.[6]
- أوقف في أغسطس 2011 عن العمل في جامعة النجاح الوطنية وأصدرت النيابة العامة في مدينة نابلس قراراً باحتجازه ليومين (48 ساعة) بناء على شكوى تقدم بها رئيس جامعة النجاح الوطنية رامي الحمد الله وذلك على خلفية كتابته مقال حمل عنوان «بين إدارة النجاح والقضاء الفلسطيني» بتاريخ 22/08/2011.[7]، وفي أكتوبر 2011 حكم ببراءته من التهم التي نسبت إليه وعاد إلى الجامعة.
- اعتقلته قوات الاحتلال الإسرائيلي لمدة أسبوع أثناء حرب غزة عام 2014.وأفرج عنه في 21 يوليو.
- تعرض لإطلاق في 5 أغسطس 2014 بالقرب من منزله، حيث هاجمه ثلاثة شبان ملثمون -كانوا يستقلون سيارة تحمل لوحة تسجيل إسرائيلية- بينما تهيأ للوقوف لتصعد زوجته إلى المركبة. وحسب أقواله فقد ـأطلق أحد الشبان رصاصتي مسدس لم تصيباه.[8]
- أحرق مجهولون سيارته أمام منزله في منطقة الجبل الجنوبي بمدينة نابلس.[9]
- اعتقلته الأجهزة الأمنية الفلسطينية في نابلس يوم الثلاثاء 2-2-2016 بتهمة الدعوة في مقابلة مع فضائية القدس لتنفيذ حكم الإعدام بحق رئيس السلطة، محمود عباس ورؤساء الأجهزة الأمنية، وقد نفى قاسم التهمة في بيان صحفي مؤكداً أنه «لم يدعُ إلى قتل أحد، وأن من ردد هذه العبارات هو التلفزيون الفلسطيني الرسمي».[10]

## كتاباته
صدر له من الكتب 25 كتابًا، وحوالي 130 بحثًا علميًا، وآلاف المقالات أبرزها:
1. الفلسفة السياسية التقليدية.
2. سقوط ملك الملوك (حول الثورة الإيرانية).
3. الشهيد عز الدين القسام.
4. مرتفعات الجولان.
5. التجربة الاعتقالية.
6. أيام في معتقل النقب.
7. حرية الفرد والجماعة في الإسلام.
8. المرأة في الفكر الإسلامي.
9. سيدنا إبراهيم والميثاق مع بني إسرائيل.
10. الطريق إلى الهزيمة.
11. الموجز في القضية الفلسطينية.
12. قبور الثقفين العرب.[12]

## وفاته
أُعلن عن إصابته بمرض كوفيد 19 في 9 يناير 2021، وفي 15 يناير 2021 أُدخل للعلاج في المستشفى الوطني الحكومي المُخصص لعلاج مرضى كوفيد 19، ولاحقًا نُقل لتلقي العلاج في مستشفى النجاح الوطني الجامعي وأُعلن عن وفاته في 1 فبراير 2021 متأثرًا بمضاعفات إصابته بكوفيد 19. دُفن في 2 فبراير 2021 في مقبرة دير الغصون.
تُوفي شقيقه الأكبر فائق توفيق قاسم في 15 يناير 2021 إثر مرض كوفيد 19 في مستشفى جمعية الهلال الأحمر الفلسطيني في طولكرم والمُخصص لعلاج مرضى كوفيد 19.

## روابط خارجية
- مقالاته على صحيفة التغيير (الشرق) الإلكترونية
- مقالات الكاتب: عبد الستار قاسم- موقع الإسلام اليوم